# ニーナ・ハーゲン
ニナ・ハーゲン（Nina Hagen、1955年3月11日 - ）は、ドイツの歌手、作詞家。本名はカタリナ・ハーゲン。旧東ドイツ・旧東ベルリン・フリードリヒスハイン生まれ。「パンクのゴッドマザー」との異名をとる。

## 略歴
ニナ・ハーゲンは、女優エヴァ・マリア・ハーゲンと脚本家ハンス・オリヴァ・ハーゲンの娘として1955年ベルリンに生まれる。父方の祖父はユダヤ人の銀行家・経済学者であったが、1942年にユダヤ人強制収容所で死去している。両親はニーナが2歳の時に離婚、その後、ニーナの養父となったのは、母親と一時同棲した高名な詩人のヴォルフ・ビーアマンである。彼女は、ベルリンのプレンツラウアー・ベルクにあるハインリッヒ・シュリーマン校に学んだ。
ニナ・ハーゲンは、当初、東ドイツで女優を志していたが、1972年演劇学校の入学試験に不合格になった。この時期にポーランドでいくつかのバンドのボーカルとして活動を開始。アルフォンス・ヴォンネベルク率いるグループ"Orchester Alfons Wonneberg"に加入した。
1974年、まずまずの成績で歌手養成コースを修了した彼女は、あるコンサートでアウトモビール（Automobil）に見出され、直ちにグループに参加。その後、アウトモビールは彼女のバックバンドになっていく。キーボード担当のミヒャエル・ホイバッハが作曲した「Nina Hagen & Automobil」の「カラーフィルムを忘れたのね（Du hast Den Farbfilm Vergessen）」は東ドイツで大ヒットとなり、今日でもカルト的な人気を誇っている。
1975年にアウトモビールを脱退すると、彼女はアヒム・メンツェルのバンド、フリッツェン・ダンパーバンド（Fritzens Dampferband）に加入した。
1976年、音楽家であると同時に作家でもあったヴォルフ・ビーアマンが東ドイツ政府から市民権を剥奪されると、ハーゲンは公然とビーアマン支持を表明する。東ドイツでの活動の場を奪われたハーゲンは、同年、西側に亡命。イギリスに渡った。
イギリスから西ドイツに渡った1977年の秋、ハーゲンは西ベルリンのクロイツベルクでロコモティフ・クロイツベルクのメンバー達とニナ・ハーゲン・バンド（Nina Hagen Band）を結成する（参加ミュージシャンは、ベルンハルト・ポチュカ（Bernhard Potschka）、ヘルヴィヒ・ミッターレッガー、マンフレート・"マンネ"・プレーカー（Manfred "Manne" Praeker）、ラインホルト・ハイル）。
1978年、世界的にヒットしたファースト・アルバム『ニナ・ハーゲン・バンド』をリリースするも、エキセントリックなパンク・スターであるハーゲンの我流ぶりとスター気取りを非難する4人のバック・ミュージシャンとの間に確執が生じた。CBSとはすでに2枚目のアルバムの契約が締結されていたため、レコーディングはバックの演奏とハーゲンの歌唱の追加録音という不規則なかたちで行われる羽目になってしまう。1979年このアルバムは『ウンバハーゲン』（ドイツ語で「不愉快」）という、誤解しようのないタイトルでリリースされた。
1980年代にはバック・バンドの4人は、ニナ抜きで「シュプリフ」（マリファナの意）というグループ名で活動し、成果を挙げた。一方、ニナ・ハーゲンは1980年代、1990年代を通して、彼女独自のUFO理論によって、スピリチュアルなシーンや宗教、希少動物の保護などへの関与で注目を惹いた。この影響は数多くの他のミュージシャンたちとの競演などにも見られる。
1979年に「シュプリフ」のメンバーと袂を別って以来、彼女は自身のレコーディングとは別に数多くのプロジェクトで音楽活動を行っていった。世界中でリリースされたレコードやCDは、ニナ・ハーゲンの歌が聴けるものだけで、ほとんど500枚近くに及ぶ。ニナ・ハーゲン・アーカイブ（以下のリンクを参照）には、2005年10月の時点で、206枚のレコード、180枚のCD、30本のオーディオカセット、21本のビデオカセット、12枚のDVDがある。最初の有名なレコードは、シングル盤の「私はバイオリンじゃない」（Eine Violine Bin Ich Nicht）である。これは東ドイツで、1972年、フリッツェン・ダンパーバンドにニナ・ハーゲンがゲスト・シンガーとして参加して録音されたものである。
1985年、ハーゲンはブラジルのロックフェスティバル「ロック・イン・リオ」にメインアクトとして出演。このステージでの彼女は、ファッションデザイナー、ジャン・ポール・ゴルチェのデザインした独特の衣装で、ファンクとロックの要素を兼ね備えた歌姫として登場している。ライブだけでなく、断続的ながらも着実にファンへ向けてリリースを続けていたアルバム作品の中でも、ドイツ語と英語の歌の数々で彼女はコスモポリタン的な要素を発揮した。なお、この年の3月に唯一の日本公演が実現している。1989年のベルリンの壁崩壊の際には世界ツアーをキャンセルしてベルリンに駆け付け無償ライブを開催した。1991年のアルバム『ストリート』ではもはや音楽ともいえない、自らの大統領立候補演説（Nina 4 President）まで盛り込んでいる。
1993年にはアルバム『レヴォリューション・ボールルーム』を引っさげ、新レーベル「フィル・マンザネラ」で新しいスタートを切った。1997年には、トーマス・Dと新曲「Solo」を発表。同名のアルバムに収録するとともに、のちにシングルとしてもリリースした。
1998年、演出家ベルトルト・ブレヒトの生誕100年に際し、ハーゲンは生まれ故郷のベルリンに戻った。女優でシャンソン歌手のメレット・ベッカーと共に彼女はベルリナー・アンサンブル劇場で、「パンクとブレヒトの夕べ（Punk-Brecht-Abend）」と題し、「私たちは二人ともアンナというの（Wir hießen Beide Anna）」を企画、巨匠ブレヒトとの対話を試みた。
1999年、彼女はマックス・ラーベによるCD2枚組の完全版『三文オペラ』にマック・ザ・ナイフの役で参加。合わせて、HK・グルーバー指揮下のアンサンブル・モデルンのソプラノ・パート（セシリア・ピーチャム役）で、クルト・ヴァイルのオリジナルに忠実に歌声を披露した。ただし、彼女にはソプラノは1オクターブ高すぎたようで、ベルリンの上演会場でのライブ公演では、「とてもじゃないけど、歌い通せないわ。声がダメになっちゃう」と出演を辞退している。
2000年3月、ハーゲンはベルリナー・アンサンブル劇場の企画「インドの夜」に出演。生贄を備えたタバコの煙でむせ返るような祭壇を模したセットに素足にサリーを纏った姿で登場した。「私は第二の故郷ヒマラヤのエネルギーで完全に浄化されたのです。6週間も過ごしたヒマラヤの高地で参加したナヴラトリの儀式では、ハイドハカン・ヴィシュヴァ・マハドハムからババジィ師まで様々な神秘的な体験を積みました。1年前にここベルリナー・アンサンブル劇場で私が初めてこの『インドの夜』に参加したときにはそなわっていなかったような力までも解放させたのです」と発言している。ここで披露された彼女の歌は、ニナ・ハーゲンのウェブサイトでのみ公開されている。これは、ババジィの道場やドイツのホスピス、ブラジルのストリートチルドレン、インドの子ども病院、チェルノブイリの人々の手助けを得て開放された力だという。
映画監督のペーター・ゼンペルは、1994年から1999年までの間、ニナ・ハーゲンと彼女の家族、配偶者について実験的な記録映画を撮っている。中心になっているのは彼女で、トーマス・Dと彼のバンド「オームフ!（Oomph!）」と「アポカリプティカ」が協力している。
2001年、彼女はリルケ・プロジェクトのCD作品「すべての星々に至るまで」のために、詩「Die Welt Die Monden Ist」と「Wie Das Gestirn」を吹き込んだ。2002年12月には作家マルセル・ファイゲが、ニナ・ハーゲンとの密接な協力により執筆した伝記『ニナ・ハーゲン 令嬢がどうしてパンクになったのか』が刊行された。この本は、2003年国際的な出版賞であるコリン賞を受賞している。
2006年8月、ニナ・ハーゲンは、リアリティ番組『ポップスター』に審査委員として出演している。

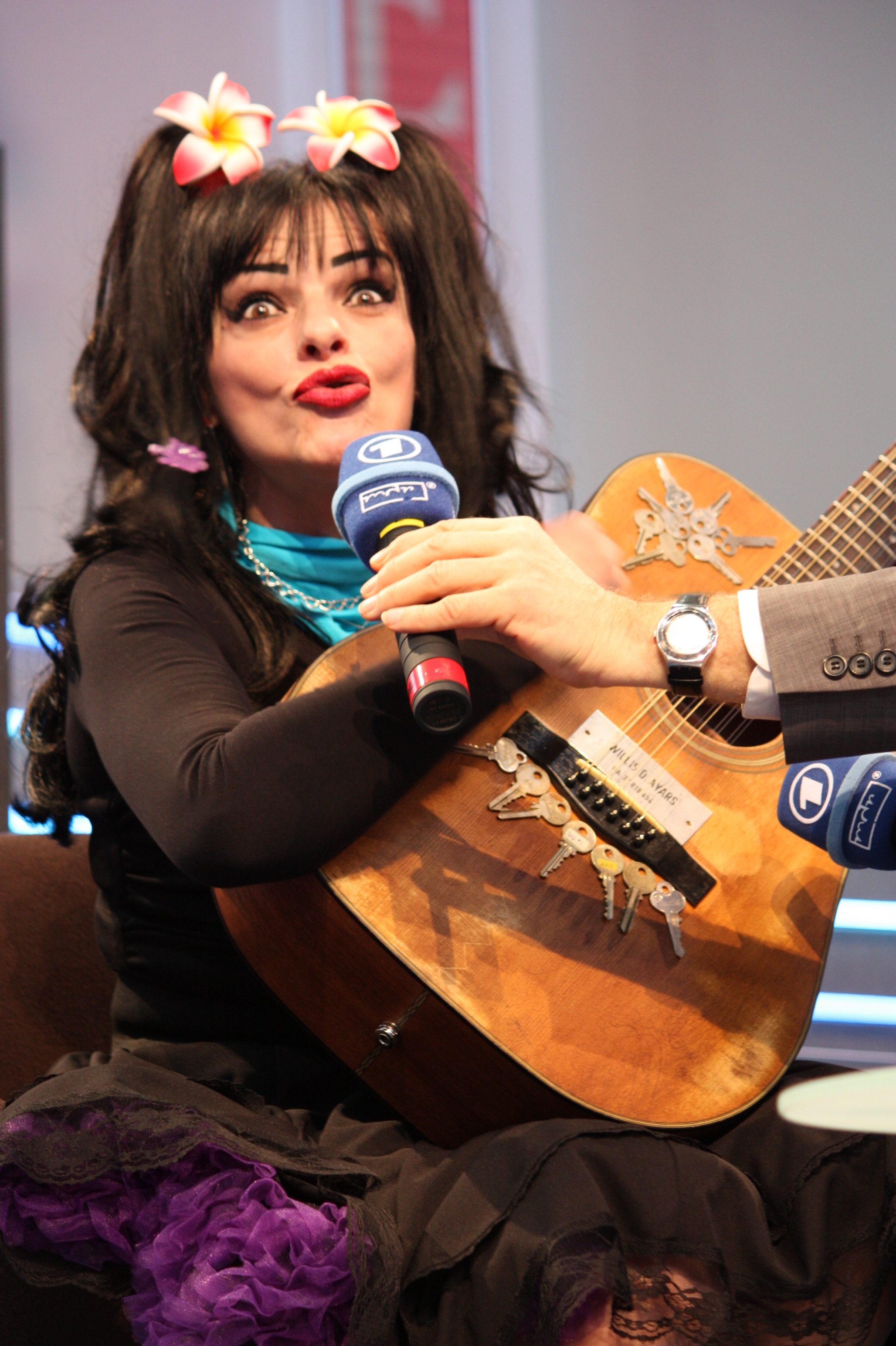
2010年

第8代連邦首相だったアンゲラ・メルケル（東ドイツ出身）は、2021年12月2日に国防省で行われた退任式（Großer Zapfenstreich）での演奏曲に「カラーフィルムを忘れたのね」を選曲した。メルケルは選曲の理由について「この曲は青春時代のハイライトだった」と語っている。

## 家族
1981年、ハーゲンは娘コズマ・シヴァ（Cosma Shiva Hagen）を出産した。父親は、1988年に亡くなったオランダのギタリスト、フェルディナンド・カルメルクである
。
1987年、ハーゲンは、イビサでの「パンク結婚式」で「イロコイ」と名乗る17歳のパンク・ミュージシャンと結婚式を挙げた。彼はロンドンの家屋不法占拠などで知られるようになった人物である。一週間で2人は離婚している。
1989年、彼女はフランス人フランク・シャヴァリエと結婚。この結婚から息子オーティス・シャヴァリエ・ハーゲンが誕生。
1996年3月に15歳年下のデビット・リンと結婚。2人は2000年には破局。
2004年1月には22歳年下のデンマークの歌手ルーカス・アレクサンダー・ブラインホルムと結婚。2005年1月には離婚に至る。
2005年3月には、カナダ出身の当時27歳の理学療法士リバーがパートナーとして報じられている。

## ディスコグラフィ

### スタジオ・アルバム
- 『ニナ・ハーゲン・バンド』 - Nina Hagen Band (1978年)
- 『ウンバハーゲン』 - Unbehagen (1979年)
- 『ナン・セックス・モンク・ロック』 - NunSexMonkRock (1982年)
- 『アングストロス』 - Fearless/Angstlos (1983年)
- 『イン・エクスタシー』 - Nina Hagen in Ekstasy/In Ekstase (1985年)
- 『ホールド・ミー』 - Nina Hagen (1989年)
- 『ストリート』 - Street (1991年)
- 『レヴォリューション・ボールルーム』 - Revolution Ballroom (1993年)
- FreuD euch/BeeHappy (1995年)
- Om Namah Shivay (1999年)
- Return of the Mother (2000年)
- Big Band Explosion (2003年)
- Irgendwo auf der Welt (2006年)
- Personal Jesus (2010年)
- Volksbeat (2011年)
- 『ユニティ』 - Unity (2022年)

## フィルモグラフィ

### 映画
- Heiraten/Weiblich (1975年)
- Heute ist Freitag (1975年)
- Liebesfallen (1976年)
- Unser stiller Mann (1976年)
- 『アル中女の肖像』 - Ticket of no Return (Bildnis einer Trinkerin) (1979年) ※ウルリケ・オッティンガー監督の映画
- Cha-Cha (1979年)
- Pankow '95 (1983年)
- 『ナイトメアー・ビフォア・クリスマス』 - The Nightmare before Christmas (1993年) ※ドイツ語吹き替え
- Lilien in der Bank - (1996年)
- Vasilisa (2000年)
- 7 Dwarves - Men alone in the Wood (2004年)
- 7 Zwerge – Der Wald ist nicht genug (2006年)
- Buying the Band (2013年)
- Gutterdämmerung (2016年)

## 受賞歴
- 2004年10月26日 - ケルンのラジオ局 Eins Live より音楽界への功績に対して名誉賞
- 2004年 ベルリンのBZ紙より、BZ文化賞